# San Lorenzo (Kolumbien)
San Lorenzo ist eine Gemeinde (municipio) im Departamento Nariño in Kolumbien.

## Geographie
San Lorenzo liegt in der Provinz Juanambú in Nariño auf einer Höhe von 2150 Metern 66 km von Pasto entfernt und hat eine Jahresdurchschnittstemperatur von 17 °C. An die Gemeinde grenzen im Norden Mercaderes im Departamento del Cauca, im Nordosten La Unión, im Osten Arboleda, im Süden Buesaco, im Südwesten Chachagüí und im Westen Taminango.

## Bevölkerung
Die Gemeinde San Lorenzo hat 20.403 Einwohner, von denen 2997 im städtischen Teil (cabecera municipal) der Gemeinde leben (Stand: 2019).

## Geschichte
Das Gebiet der heutigen Gemeinde war ursprünglich vom indigenen Volk der Quillacingas besiedelt. San Lorenzo erlangte im Laufe des 19. Jahrhunderts nach und nach administrative Selbstständigkeit und erhielt 1886 den Status eines Distrikts (heute Gemeinde).

## Wirtschaft
Die wichtigsten Wirtschaftszweige von San Lorenzo sind Landwirtschaft (insbesondere werden Kaffee, Zuckerrohr, Furcraea andina und Mais angebaut) und Tierhaltung.